# Mixologie
La mixologie est l'art du mélange des boissons et de la création de cocktails.  

## Étymologie
Le mot « mixologie » a été créé depuis le mot anglophone « mixology ». Il est issu du mariage des mots mix du terme « mixer » (mélanger) et du suffixe « logie » (la science de). 

## Présentation
La mixologie est pratiquée par les barmans spécialisés dans la création et l'adaptation de recettes de cocktails. Un barman exerçant cette spécialité est appelé « mixologiste ».
La mixologie est au cœur d'un mouvement important dans le monde de la boisson, puisqu'elle est mise en valeur dans des bars spécialisés, des compétitions et des livres de recettes. 